# Twyford (Buckinghamshire)
Twyford – wieś w Anglii, w hrabstwie Buckinghamshire, w dystrykcie (unitary authority) Buckinghamshire. Leży 79 km na północny zachód od centrum Londynu. W 2001 miejscowość liczyła 542 mieszkańców.